# Rataje (Vranje)
Pour les articles homonymes, voir Rataje.
Rataje (en serbe cyrillique : Ратаје) est un village de Serbie situé sur le territoire de la Ville de Vranje, district de Pčinja. Au recensement de 2011, il comptait 557 habitants.

## Démographie
| 1948 | 1953 | 1961 | 1971 | 1981 | 1991 | 2002 | 2011 |
| ---- | ---- | ---- | ---- | ---- | ---- | ---- | ---- |
| 736  | 755  | 664  | 644  | 656  | 611  | 620  | 557  |

|  |